# Temeno

Rota de Carano do Peloponeso

Temeno (em grego: Τέμενος), na mitologia grega, era um filho de Aristomaco e irmão de Cresfontes e Aristodemo. Ele era um Heráclida, trisneto de Héracles (Hércules) e ajudou a liderar o quinto e final ataque a Micenas no Peloponeso. Ele tornou-se Rei de Argos.

## Conquista do Peloponeso
Temeno e seus irmãos reclamaram para o oráculo que suas instruções se haviam provado fatais para aqueles que as tinham seguido (o oráculo havia dito a Hilo para atacar através da passagem estreita quando o terceiro fruto estivesse maduro). Eles receberam a resposta de que por "terceiro fruto" a "terceira geração" era referida, e que a "passagem estreita" não era o istmo de Corinto, mas os estreitos de Patras. Eles de acordo construíram uma frota em Naupacto, mas antes de zarparem, Aristodemo foi atingido por um raio (ou alvejado por Apolo) e a frota destruída, porque um dos Heráclidas havia morto um vidente acarnaniano.
O oráculo, sendo novamente consultado por Temeno, propôs-lhe que oferecesse um sacrifício expiatório e banisse o assassino por dez anos, e depois procurasse um homem com três olhos para ser guia. Em seu caminho de volta a Naupacto, Temeno encontrou com Óxilo, um etólio, que havia perdido um olho, montando um cavalo (portanto perfazendo os três olhos) e imediatamente intimou-o a seu serviço. De acordo com outro relato, uma mula em que Óxilo montava havia perdido um olho. Os Heráclidas repararam seus navios, velejaram de Naupacto a Antírrio, e de lá para Riu em Peloponeso. Uma batalha decisiva foi travada com Tisâmeno, filho de Orestes, o principal regente na península, que foi derrotado e morto. Essa conquista foi tradicionalmente datada de sessenta anos após a Guerra de Troia.

## Divisão do Peloponeso
Os Heráclidas, que portanto tornaram-se praticamente mestres de Peloponeso, procederam para distribuir seu território entre si por lotes. Argos ficou para Temeno, Lacedemônia para Procles e Eurístenes, os filhos gêmeos de Aristodemo, e Messênia para Cresfontes. Segundo Pausânias, Cresfontes queria a Messênia, subornou Temeno, e este manipulou o sorteio de forma que Cresfontes ganhasse . O fértil distrito de Élida havia sido reservado por acordo para Óxilo. Os Heráclidas regeram em Lacedemônia até 221 AEC, mas desapareceram bem mais cedo em outros países.
Essa conquista de Peloponeso pelos dórios, comummente chamada a "Invasão dórica" ou "Retorno dos Heráclidas", é representada como uma recuperação pelos descendentes de Héracles da herança de direito de seu ancestral herói e seus filhos. Os dórios seguiram o costume de outras tribos gregas em clamando como ancestral para suas famílias regentes um dos heróis lendários, mas as tradições não devem por conta disso ser consideradas como inteiramente míticas. Elas representam uma invasão conjunta de Peloponeso por etólios e dórios, os últimos tendo sido empurrados para o sul de seu lar setentrional original sob pressão dos Tessalianos. É notável que não haja menção desses Heráclidas ou de sua invasão em Homero ou Hesíodo. Heródoto (vi. 52) fala de poetas que tinham celebrado seus feitos, mas esses limitavam-se a eventos imediatamente posteriores à morte de Héracles.
A estória foi primeiramente amplificada pelos tragedistas gregos, que provavelmente tomaram sua inspiração de lendas locais, que glorificavam os serviços prestados por Atenas aos regentes de Peloponeso.

## Reinado de Temeno em Argos
Temeno fez como seu general e conselheiro Delfontes, um descendente de Ctesipo, filho de Héracles, que era casado com sua filha Hirnetão.
Seus filhos, suspeitando que seriam preteridos na sucessão pelo genro do rei, conspiraram e tomaram o poder, liderados por Ceio, o mais velho.
Outros filhos de Temeno são mencionados por Pausânias: Cerines, Fálces, Agreu e Ístmio.

## Ligação com a Macedônia
Este rei é considerado ancestral dos reis da Macedônia, através de seus descendentes Gauanes, Éropo e Pérdicas, que teriam emigrado de Argos para a região. Pérdicas, o mais novo, se tornaria rei da Macedônia, sendo ancestral dos reis até Alexandre, o Grande.